# 煤油爐

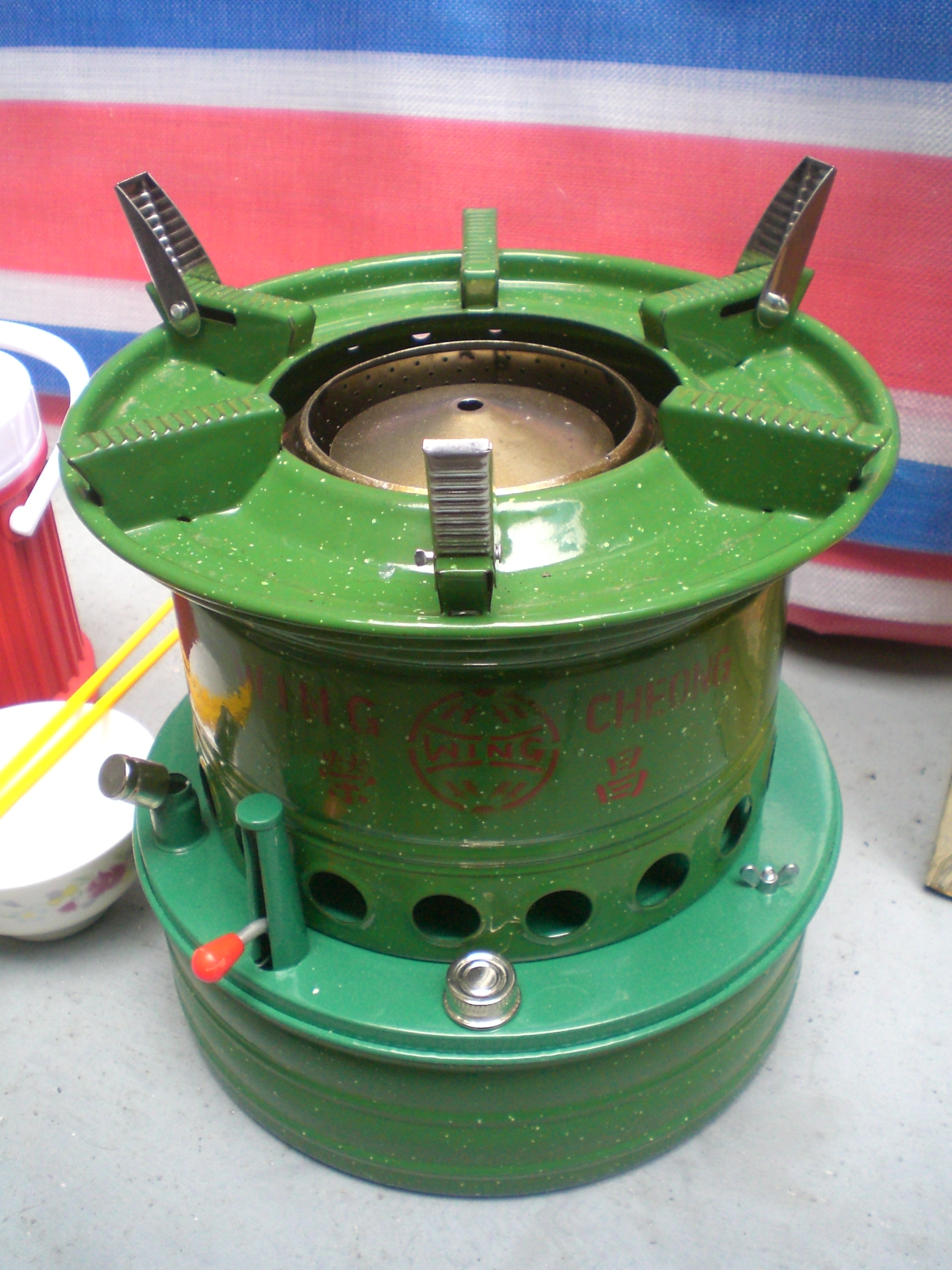
火水爐

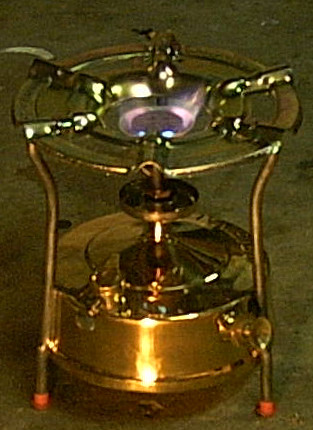
煤油爐

煤油爐是一種以煤油作燃料的明火煮食的爐具，由瑞典發明家法蘭茲·威廉·林克韋斯特於1880年代發明。初出現時是一種方便的煮食工具，取代了燒柴、炭的傳統爐具。現時在已發展國家和地區新興建的樓宇已大多有供應電力、煤氣及天然氣，故此煤油爐大抵已被瓦斯爐和電磁爐取代並非常罕見，但在發展中國家、偏遠地區、貧困地區及老年人家庭中仍有一定使用程度。因為只需使用火柴便可以生火煮食，煤油爐也是登山遠足和露營常用的爐具。

## 結構
煤油爐通常有藍綠兩種顏色、圓方兩種形狀，材質以鐵皮為主，基座有個鐵箱，注滿燃料。燃料由十數條棉線(燈芯)吸引至火水爐的頂部。在生火煮食前，用戶以火柴或打火機點燃爐頭露出半寸的棉線，並放上需加熱的容器。

## 安全
煤油爐的燃料是煤油，其作用除了作為燃料外，也可防止棉線因為乾枯而損壞，所以需要不時添加。煤油爐在添加燃料期間必須關閉並確保火焰熄滅，否則一邊煮食一邊添加燃料容易發生危險。

## 外部連結
- 台灣登山爐具簡史~汽化爐